# Ми-38
Ми-38 — советский и российский средний многоцелевой вертолёт.

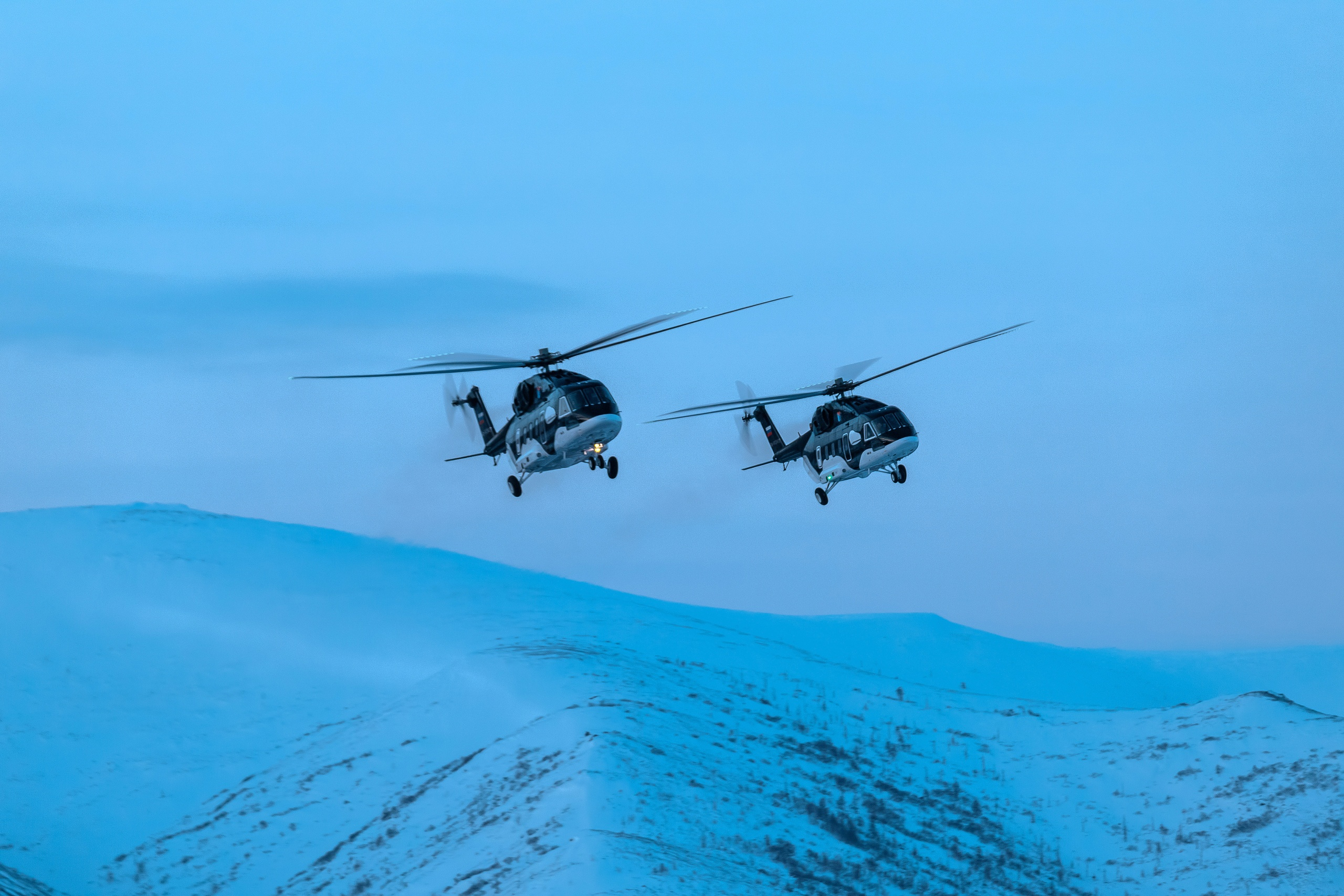
Ми-38-4 в ливрее «Косатка»

Серийное производство осуществляется на Казанском вертолётном заводе.
В декабре 2015 года Росавиация выдала сертификат соответствия Ми-38 требованиям авиационных норм.

## История создания
- Начало проектирования — 1981 год.
- Представление модели в Ле Бурже — 1989 год.
- Макет — август 1991 года.
- Представление натурного макета на «Мосаэрошоу» — 1992 год.
- Начало изготовления двух опытных экземпляров — 1993 год.
- Представление доработанного макета на «МАКС-95» — 1995 год.

Многоцелевой вертолёт Ми-38 может применяться для перевозки грузов и пассажиров, в том числе VIP, использоваться в качестве поисково-спасательного вертолёта и летающей неотложки, для полётов над сушей и акваториями. Ми-38 имеет много прогрессивных особенностей (в частности: «стеклянная кабина» для двух пилотов и широкое использование композитных материалов, в том числе в несущем и хвостовом винтах).
Государственная программа «Вертолёт Ми-38» финансируется правительством Российской Федерации.
Первоначальная[прояснить] двигательная установка состоит из двух турбовальных двигателей ТВ7-117В (разработан в ОАО «Климов») взлётной мощностью на валу 2800 л. с., ранее разрабатывался вариант с двигателями PW127TS компании «Pratt & Whitney Canada» взлётной мощностью по 2500 л. с..
Разработано несколько вариантов Ми-38, включая военный вспомогательный и специальный, пассажирский на 32 пассажира, специализированный грузовой (с возможностью перевозки грузов на внешней тросовой подвеске), санитарный и вариант для воздушного наблюдения.
24 декабря 2010 года второй опытный образец — ОП-2 — нового среднего гражданского транспортно-пассажирского вертолёта Ми-38 совершил свой первый дальний полёт. Ми-38-ОП-2 был оборудован турбовальными двигателями PW127TS производства компании «Pratt & Whitney Canada», а также современным комплексом авионики ИБКО-38 производства компании «Транзас Авиация», в котором реализована концепция «стеклянной кабины».
В мае 2013 года собран третий опытный образец ОП-3, оснащённый уже новыми российскими двигателями ТВ7-117В производства фирмы им. Климова. Испытательные полёты успешно начались 12 ноября 2013 года.
Четвёртый изготовленный на Казанском вертолётном заводе опытный образец вертолёта Ми-38 является последним предсерийным воздушным судном этой модели. Он совершил первый полёт 16 октября 2014 года. ОП-4 отличается от ОП-3 ударопрочной топливной системой фирмы Aerazur и увеличенными иллюминаторами. В ходе испытаний ОП-3 и ОП-4 предполагается получить финальные данные, требующиеся для сертификации и старта производства и коммерческой эксплуатации Ми-38. 20 октября 2014 года ОП-4 отправлен на лётные испытания.

## Конструкция
Ми-38 выполнен по классической схеме с 6-лопастным несущим винтом с управляемым шагом, 4-лопастным Х-образным рулевым винтом (впервые применён на Ми-28) и управляемым стабилизатором, лопасти изготовлены из стеклопластиков методом намотки, при этом их ресурс практически не ограничен. Втулка винта с эластомерными подшипниками. Фюзеляж типа полумонокок выполнен из дюралюминия, несиловые элементы выполнены из 3-слойных композитных панелей (носовой обтекатель, верхняя панель кабины пилотов, капоты двигателей, верхняя створка рампы и обтекатель килевой балки).
Установленные композитные лопасти не требуют замены в течение всего срока службы вертолёта, в отличие от металлических лопастей Ми-8 — прямого предка Ми-38.
В носовой части под радиопрозрачным обтекателем находится метеолокатор. Шасси вертолёта энергопоглощающее, при падении с высоты 15 м возгорание топлива исключено.
Расположение двух двигателей за редуктором позволило улучшить аэродинамику и лётно-технические характеристики вертолёта.
Размеры грузовой кабины значительно увеличены: длина составляет 8,7 м, ширина 2,34 м, высота 1,82 м, объём 29,5 м³. Ми-38 способен нести до 5 т груза внутри кабины и до 6 т на внешней подвеске. На вертолёте погрузка грузов осуществляется при помощи рампы. Боковые двери сдвижные, на правом борту установлена лебёдка грузоподъёмностью 300 кг.

## Модификации

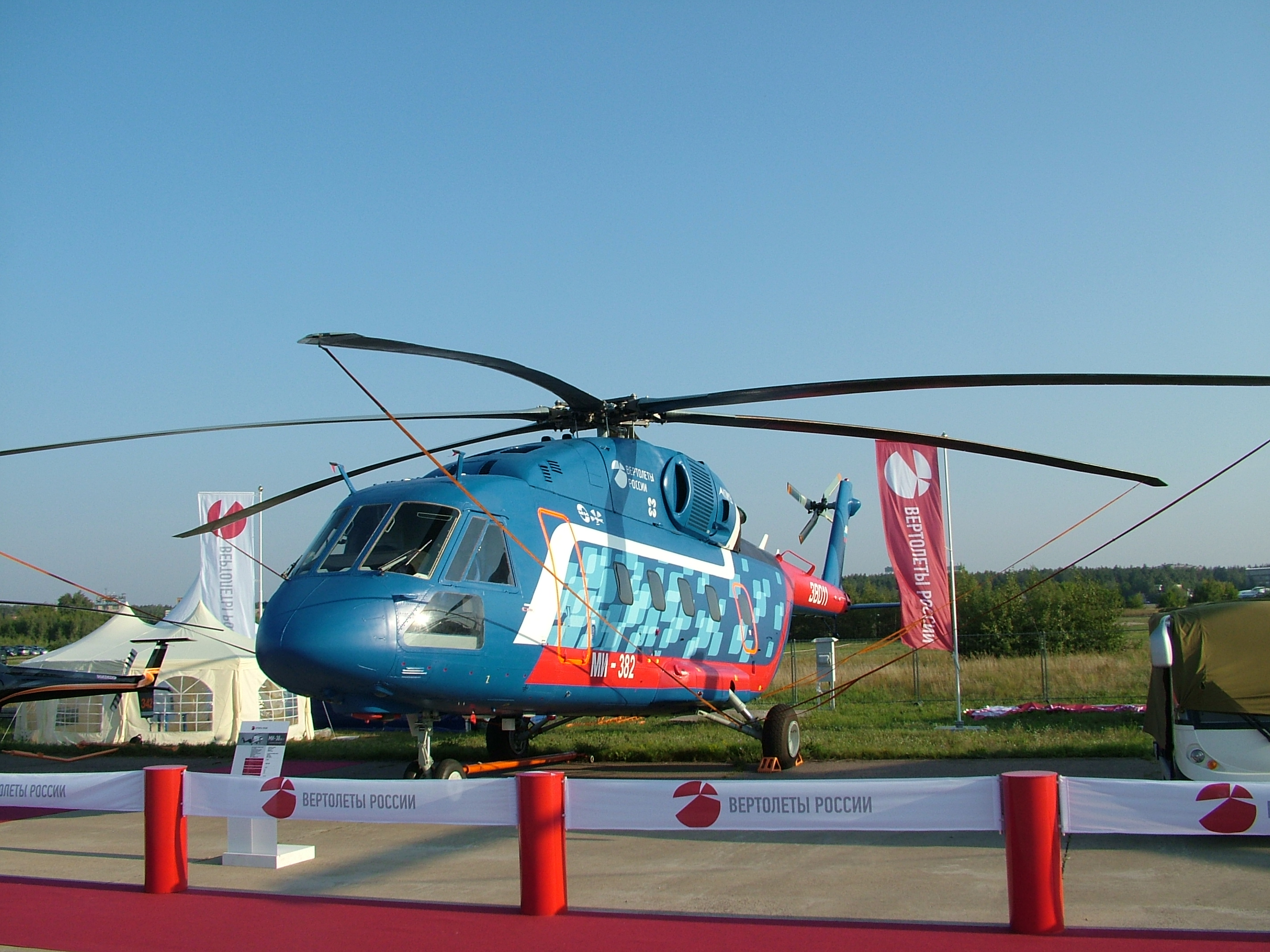
Ми-38-2 на выставке МАКС 2011

- Ми-38Т —  Транспортно‑десантный вертолёт, создаваемый по заданию Минобороны РФ, совершил первый полёт 3 ноября 2018 года. Он имеет отличия по сравнению с базовым Ми‑38: собирается полностью из комплектующих российского производства (двигатели ТВ7-117В), созданы дополнительные опоры на шасси для посадки на мягкий грунт и снег, топливная система защищена от взрыва, дополнительные баки для повышения дальности полёта; также имеет интегрированный цифровой пилотажно‑навигационный комплекс с индикацией на пяти ЖК‑дисплеях, что позволяет пилотировать вертолёт даже одному лётчику, новейшие системы спутниковой связи и специальные средства связи[24].

Пока контракт с Минобороны заключён на две машины, но в дальнейшем планируется начать серийные поставки.

## Производство
Начало серийного производства вертолёта Ми-38 в Казани, на Казанском вертолётном заводе, планировалось на 2015 год; на конец 2014 г. велась активная подготовка к производству, был заложен фюзеляж первого серийного Ми-38.
В августе 2015 года на МАКС-2015 был подписан контракт с ОДК на поставку до 2019 года 50 двигателей ТВ7−117В (для 25 машин — по два двигателя на единицу).
Однако, на начало 2017 года серийное производство вертолётов так и не началось.
Сертификат на типовую конструкцию среднего транспортного вертолёта Ми-38 выдан Федеральным агентством воздушного транспорта 30 декабря 2015 года. В 2017 году должна была проведена сертификация вертолёта в пассажирской версии, чтобы в дальнейшем создать и сертифицировать модификации для поисково-спасательных работ и оффшорных операций.
10 января 2018 года было сообщено о запуске серийного производства вертолёта Ми-38 на Казанском вертолётостроительном заводе.
2 декабря 2019 года заявлено о передаче Министерству обороны РФ первого экземпляра Ми-38Т, а 31 декабря была поставлена вторая машина. Всего заказ предусматривает постройку 15 вертолётов.

## Мировые рекорды
- На XIV чемпионате по вертолётному спорту, проходившем с 22 по 26 августа 2012 года на подмосковном аэродроме Дракино, лётчики-испытатели Московского вертолётного завода им. Миля на Ми-38 преодолели высотную планку в 8600 метров и установили новый мировой рекорд высоты полёта для вертолётов, а также рекорд скороподъёмности без груза на высоту в 3000 м за 6 минут в классе E-1h (категория FAI для вертолётов взлётной массой от 10 до 20 тонн)[32]. Рекорд был побит 15 августа 2013 вертолётом Ми-8МСБ с двигателями ТВ3-117ВМА-СБМ1В 4Е серии, который поднялся на высоту 9150 метров[33].
- 10 сентября 2012 года на аэродроме ОАО «МВЗ им. М. Л. Миля» Ми-38 установил рекорд подъёма коммерческого груза в 1000 кг на высоту 8000 м. Экипаж: Александр Климов (командир экипажа), Салават Садриев (второй пилот), Сергей Серёгин (штурман), Игорь Клеванцев (ведущий инженер)[34].
- Рекорд подъёма груза 2000 кг на высоту 7020 м. Экипаж: Салават Садриев (командир экипажа), Владимир Кутанин (второй пилот), Сергей Серёгин (штурман), Николай Соловьев (ведущий инженер)[34].

## Технические характеристики

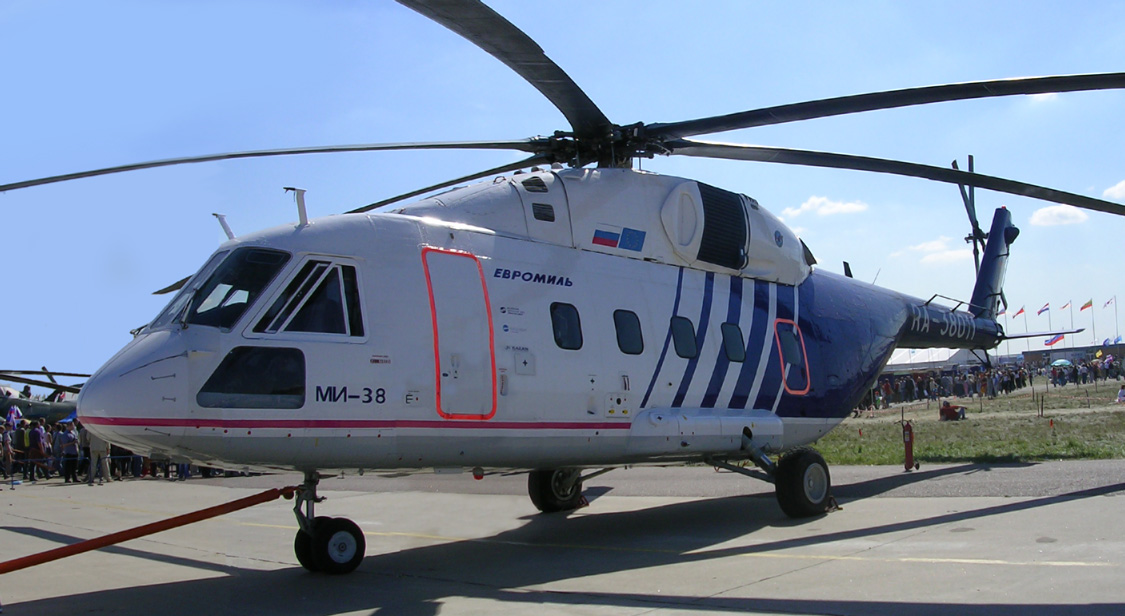
Ми-38 на авиасалоне МАКС-2005

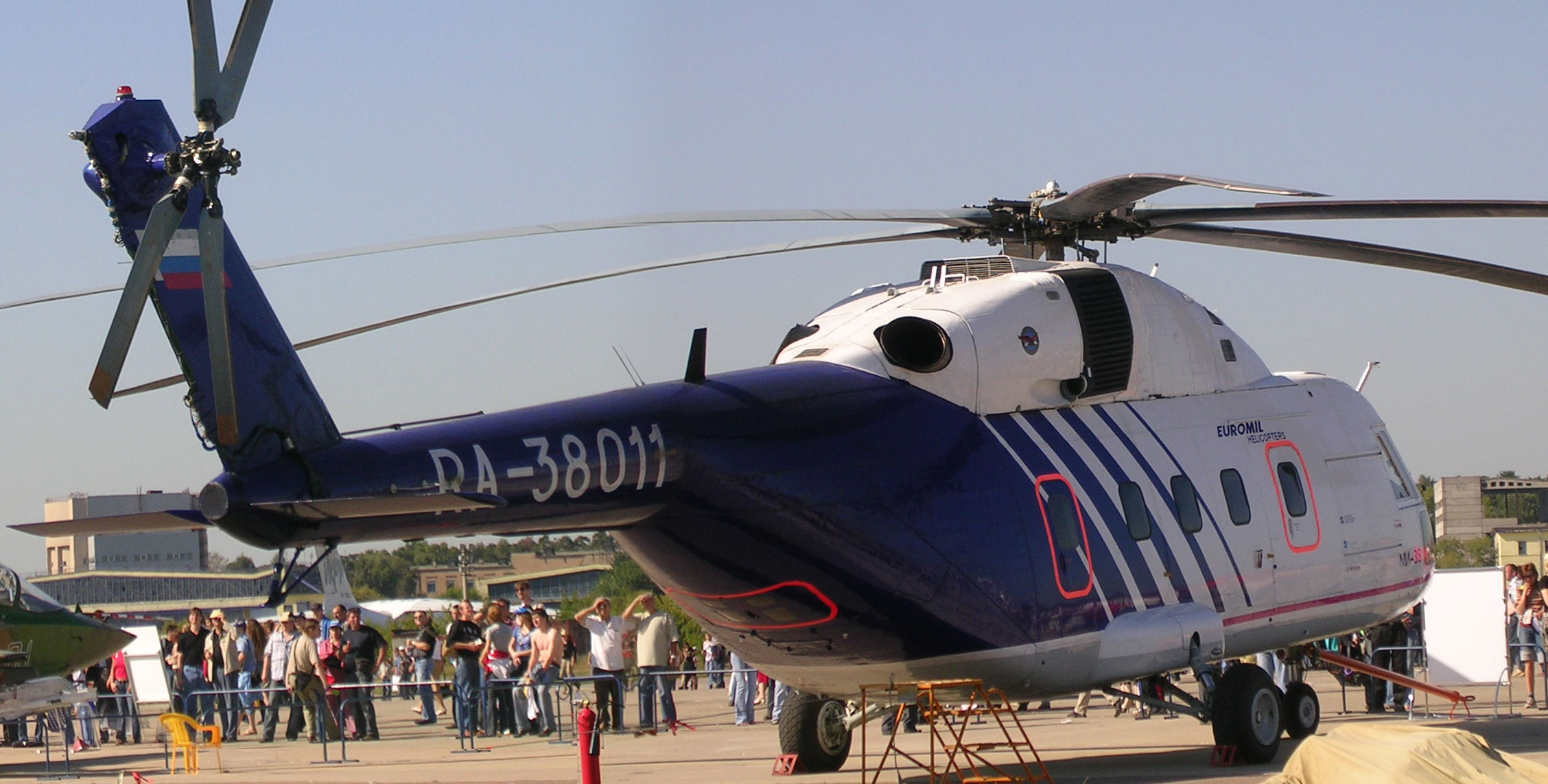
Ми-38 на авиасалоне МАКС-2005

- Экипаж: 2 чел.
- Пассажиров: 30 чел. (шаг 75 см)

### Размеры
- Диаметр несущего винта: 21,1 м
- Диаметр рулевого винта: 3,84 м
- Длина с вращ. винтами: 25 м
- Длина фюзеляжа: 19,95 м
- Ширина фюзеляжа: 4,5 м
- Высота с вращ. винтами: 6,98 м

Размеры салона
- Длина: 8700 мм
- Ширина: 2340 мм
- Высота: 1800 мм
- Объём: 29,5 м³[35]

### Масса
- Пустой: 9200 кг
- Норм. взлётная: 14200 кг
- Макс. взлётная: 15600 кг
- Макс. полезная нагрузка на внешней подвеске: 5000 кг
- Макс. полезная нагрузка в транспортной кабине: 5000 кг

### Силовая установка
- Двигатели ТВ7-117В
- Мощность на взлётном режиме: 2 × 2800 л. с.[36]
- Мощность на чрезвычайном режиме (30 сек.): 2 × 3140 л. с.[36]

На начальном этапе также рассматривалась возможность установки двигателя иностранного производства компании Pratt&Whitney, но после конфликта с Грузией США наложили запрет на его установку ввиду возможного двойного применения вертолётов Ми-38.

### Лётно-технические характеристики
- Крейсерская скорость: 260—280 км/ч
- Максимальная скорость: 300 км/ч
- Перегоночная дальность: 1350 км
- Практическая дальность: 820 км
- Статический потолок: 5250 м
- Динамический потолок: 6300 м
- Максимальный подъём на высоту 8620 метров без груза.
- Максимальный подъём на высоту 7895 метров с грузом 1 тонна.
- Максимальный подъём на высоту 7020 метров с грузом 2 тонны.

## Сравнение современных гражданских вертолётов КБ Камова и Миля

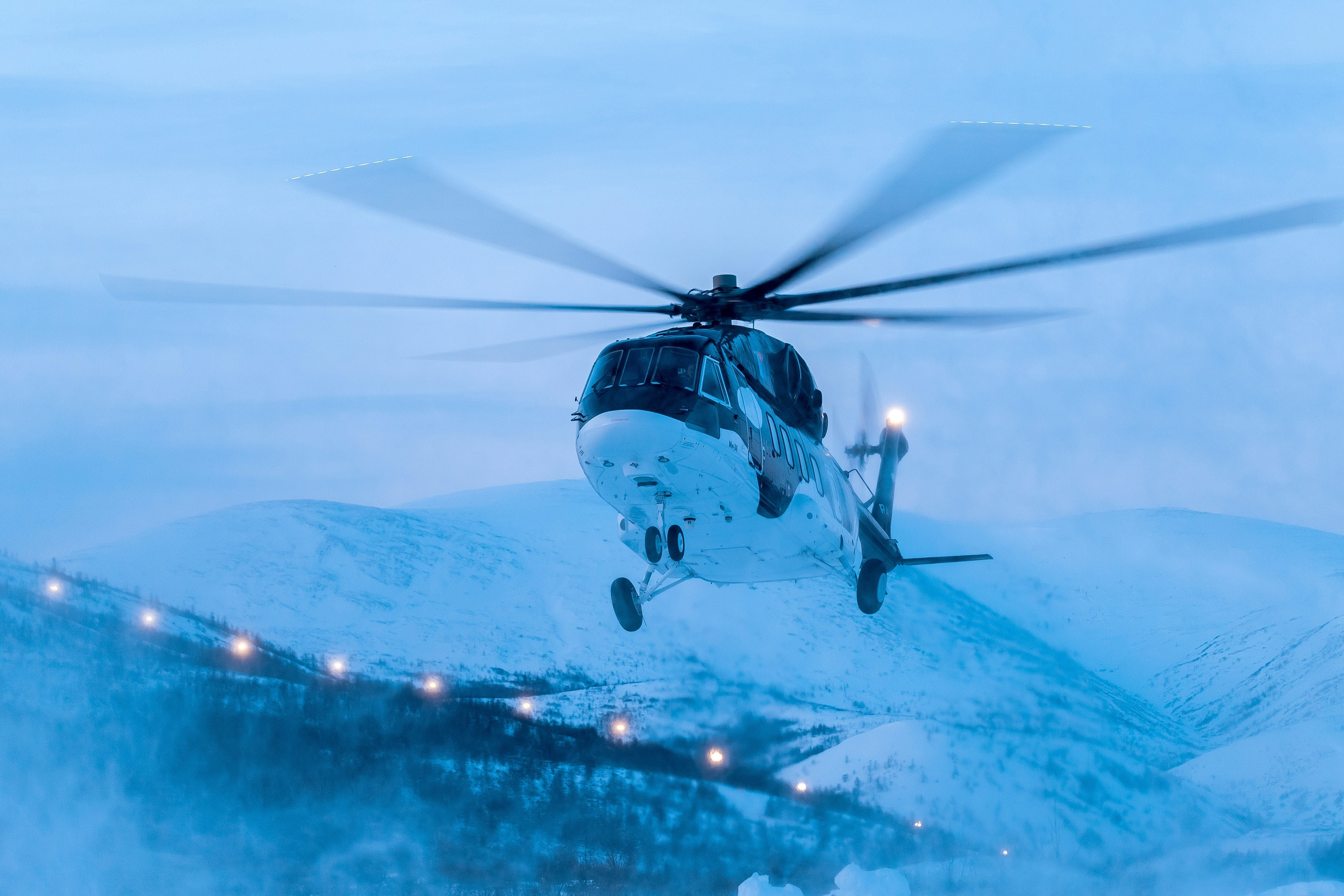
Посадка "Косатки"

|                                          | Ка-62                         | Ка-32          | Ми-171/Ми-8АМТ        | Ми-38        |
| ---------------------------------------- | ----------------------------- | -------------- | --------------------- | ------------ |
| Экипаж                                   | 1-2                           | 2              | 3                     | 2            |
| Пассажировместимость (чел)               | 15                            | 13             | 26                    | 30           |
| Грузоподъёмность/на внешней подвеске, кг | 2 200/2 500                   | 5 000          | 4 000                 | 5 000        |
| Максимальная взлётная масса, кг          | 6 500/6800                    | 11 000         | 12 000                | 15 600       |
| Силовая установка                        | 2 × ТВаД Turboméca Ardiden 3G | 2 × ТВ3-117ВМА | 2 × ТВ3-117 (ВК-2500) | 2 × ТВ7-117В |
| Мощность двигателей, л. с.               | 2 × 1776 (на взлётном режиме) | 2 × 2200       | 2 × 1641 кВт          | 2 × 2800     |
| Крейсерская скорость, км/ч               | 290                           | 240            | 225                   | 260-280      |
| Практическая/перегоночная дальность, км  | 720                           | 800            | 610                   | 820/1350     |
| Статический/Динамический потолок, м      | 3200/6100                     | 3500/6000      | 3900/5000             | 5250/6300    |

## Галерея

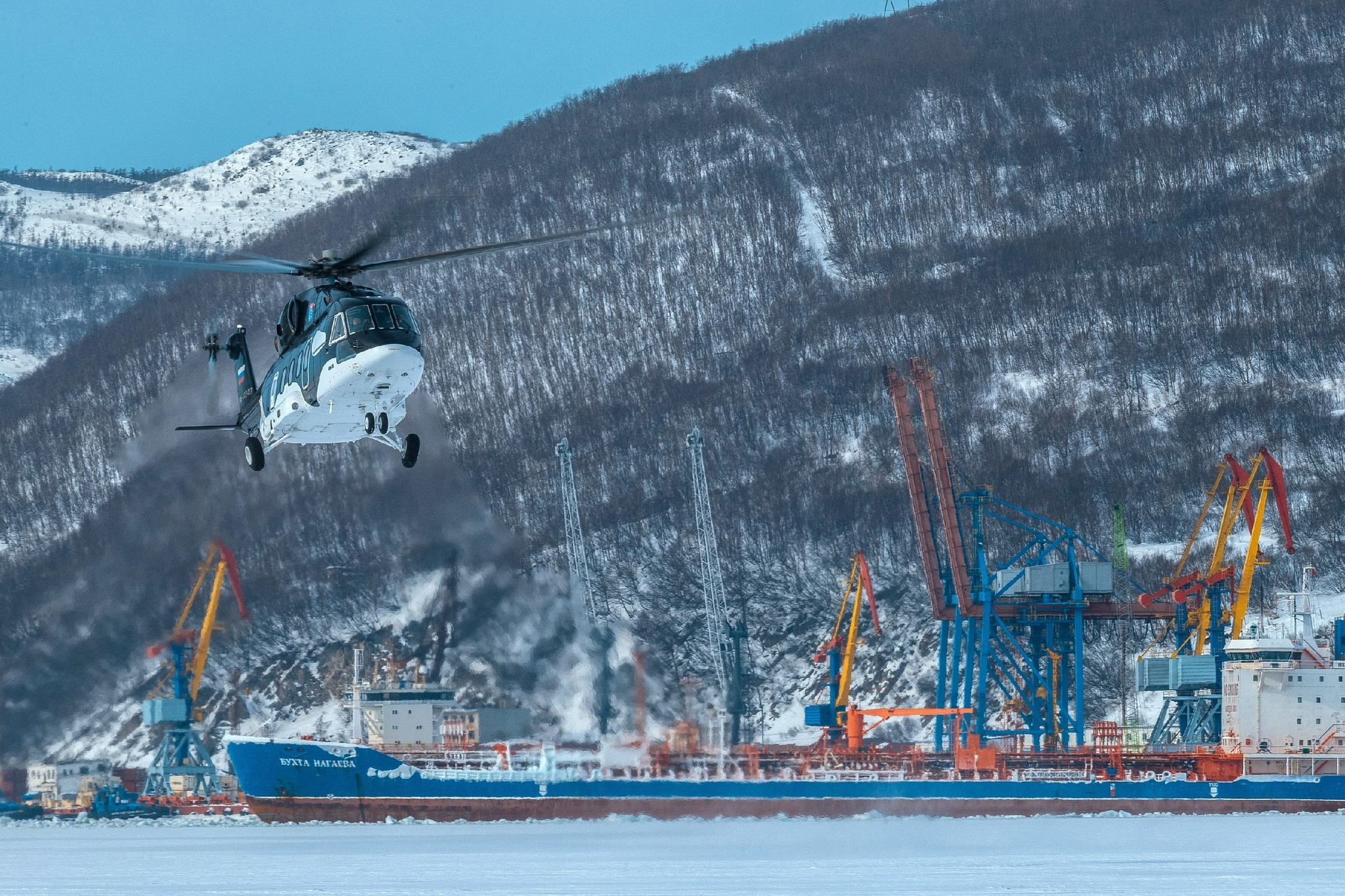
Посадка на морской лёд

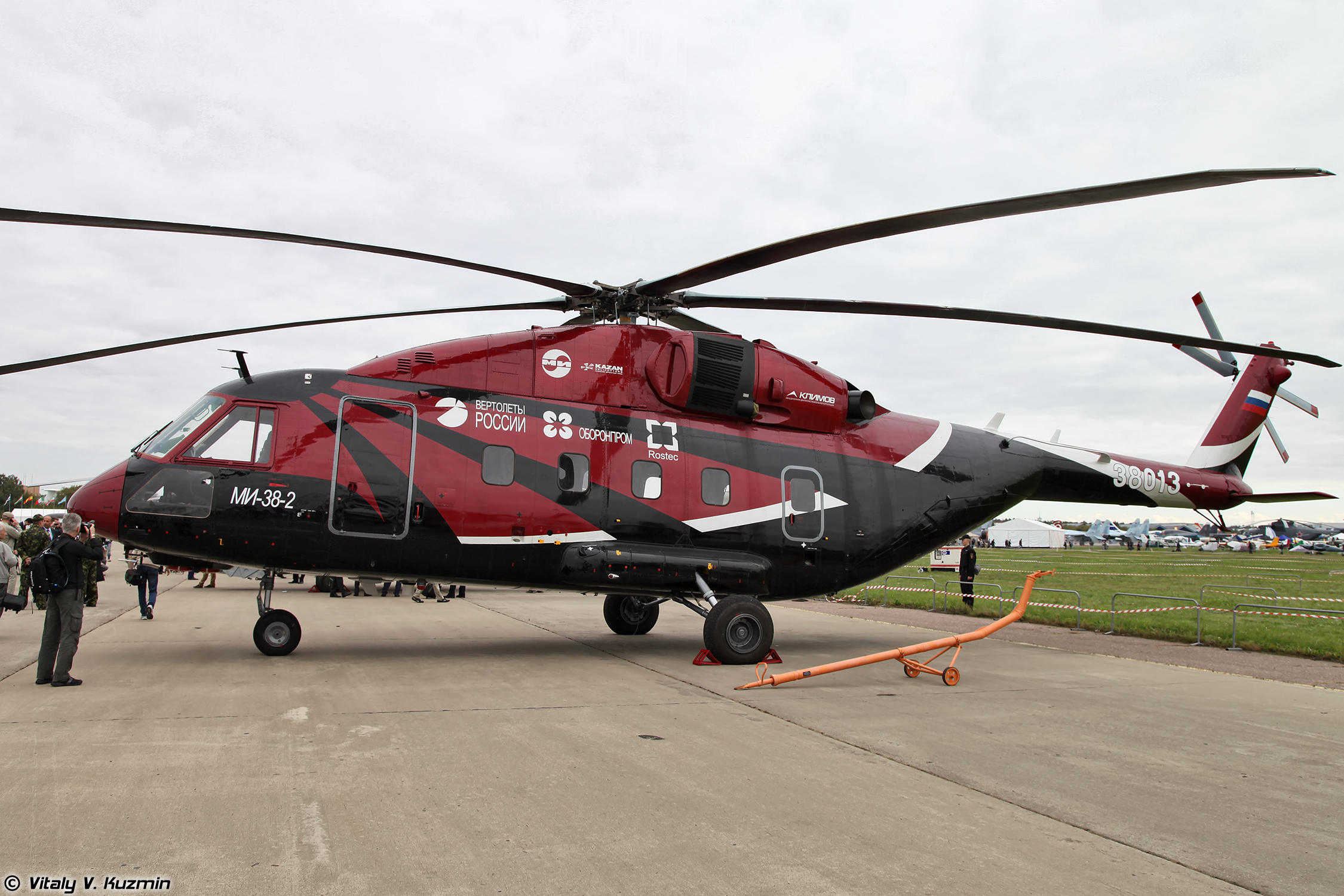
На МАКСе 2013
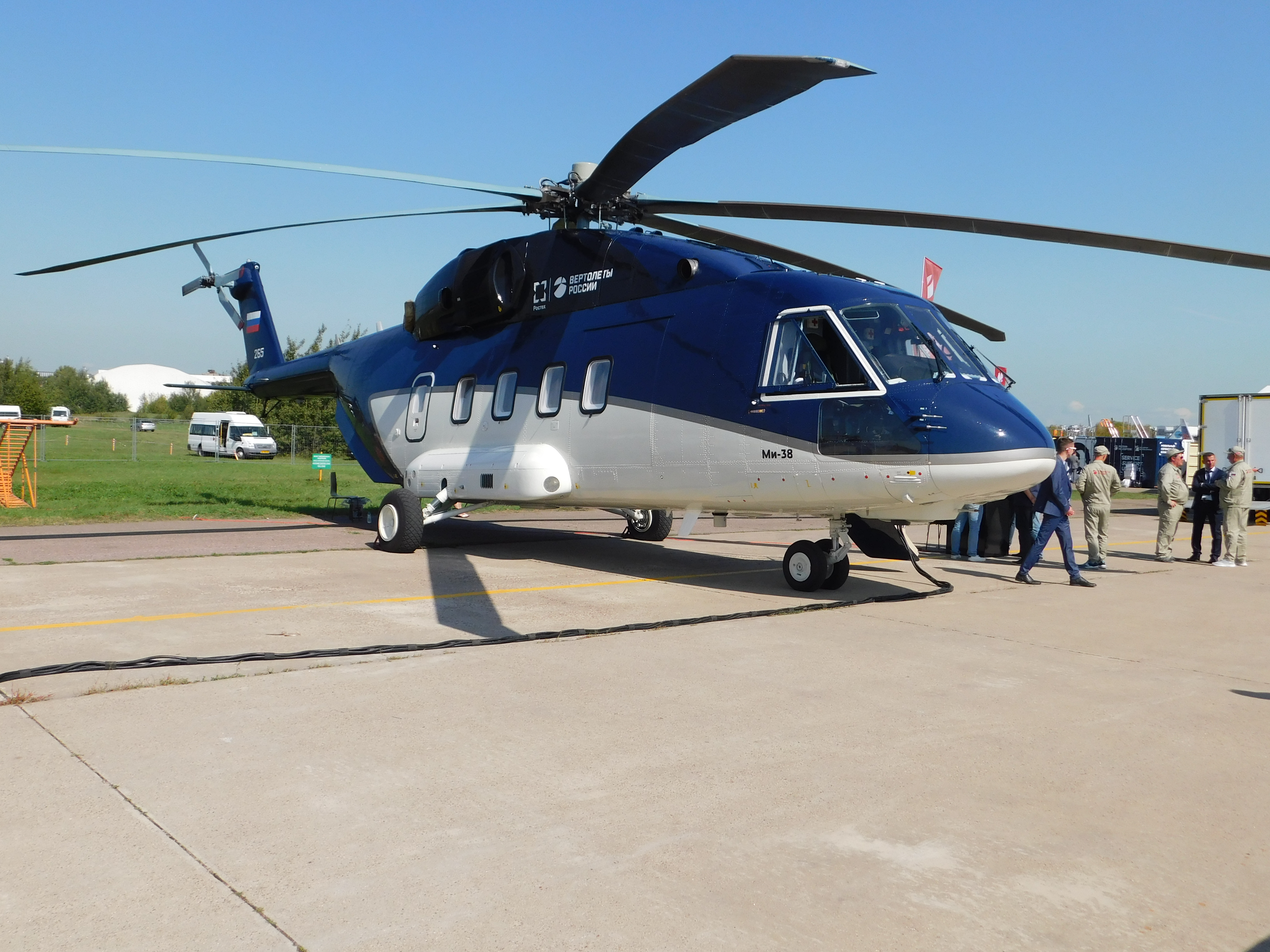
На МАКСе 2019
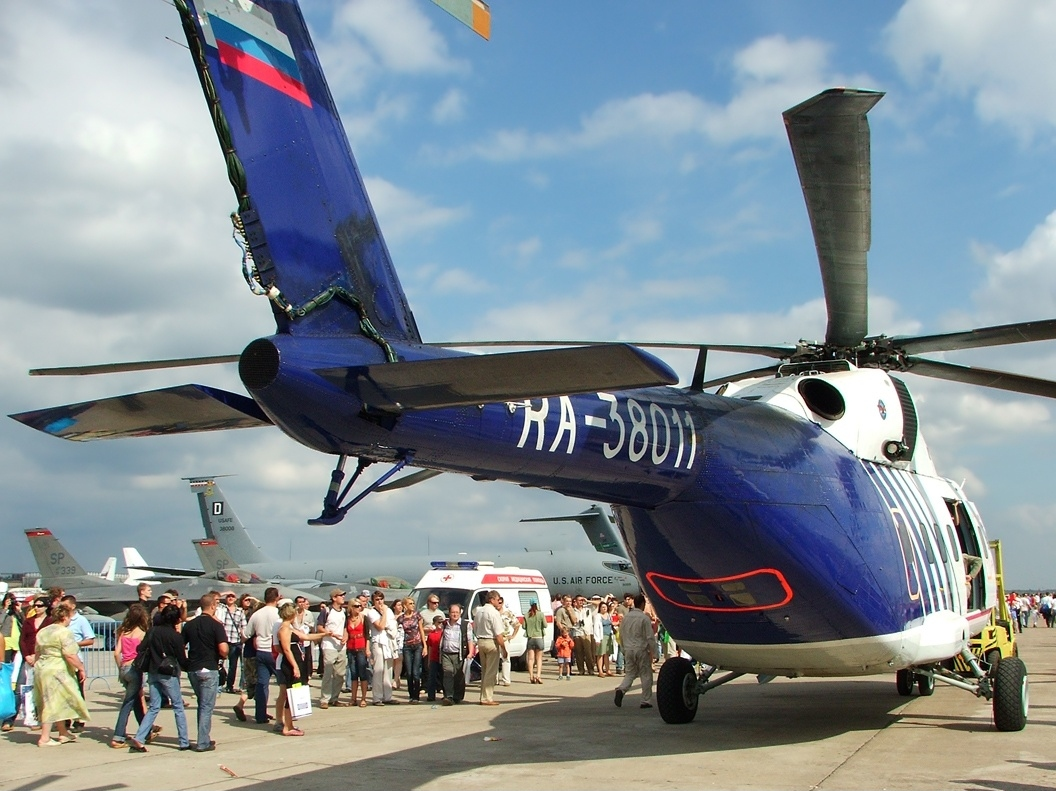
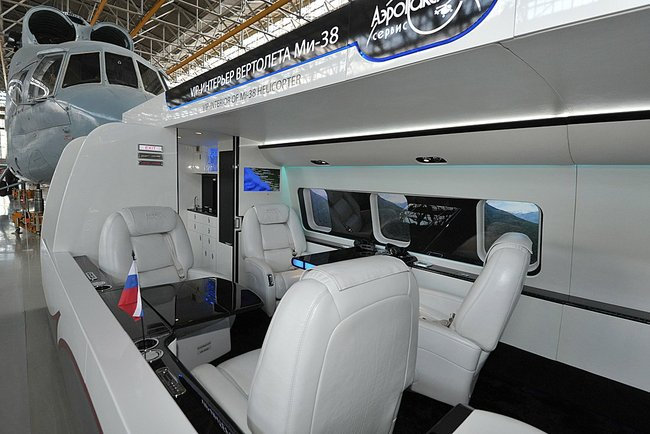

## Аналоги
- Ми-171
- AgustaWestland AW101
- Boeing CH-47 Chinook
- Changhe Z-8
- Sikorsky S-92
- Sud-Aviation SA.321 Super-Frelon